# Legge sulle Comunità europee del 1972
La legge sulle comunità europee del 1972 (c. 68) era una legge del Parlamento del Regno Unito che regolamentava:  
- l'accesso del Regno Unito alla CEE Comunità economica europea, (il Mercato comune), la Comunità europea del carbone e dell'acciaio (CECA), la Comunità europea dell'energia atomica (anche nota come Euratom);
- l'adozione del diritto dell'Unione europea nel diritto nazionale del Regno Unito.

Queste tre istituzioni saranno più tardi parte di ciò che è conosciuto come Unione europea e la legge sarà modificata più volte per rendere legalmente effettivo l'Atto unico europeo, il trattato di Maastricht che formò l'Unione europea e più recentemente il trattato di Lisbona.
La legge è stata abrogata il 12 settembre 2017 dalla Camera dei comuni durante i negoziati della Brexit in base alla decisione del Referendum sulla permanenza del Regno Unito nell'Unione europea di giovedì 23 giugno 2016, come promesso in un'intervista a BBC News dalla premier britannica Theresa May.

## Panoramica
La  legge britannica sulle comunità europee del 1972 è stato uno strumento attraverso il quale il Regno Unito si mise in condizioni di divenire parte dell'Unione europea (allora ancora CEE). 
Nella sezione 2(2) ha messo in grado i ministri di dettare davanti al Parlamento i regolamenti per trasporre nella legge del Regno Unito le direttive comunitarie e le decisioni della Corte europea di giustizia. Ha stabilito inoltre nella sezione 2(4), che tutta la legislazione britannica, inclusa la legislazione primaria (leggi del Parlamento) ha un effetto soggetto all'efficacia diretta del diritto europeo. Questo è stato interpretato dalle Corti inglesi come accoglimento del primato della legge europea sulla legislazione interna del Regno Unito.
Nel caso Factortame, l'House of Lords (Lord Bridge) ha interpretato la sezione 2(4) della legge in questione come un inserimento (implicito ma di sostanza) di una clausola in tutte le leggi del Regno Unito che, in virtù di questa, non troverebbero più applicazione lì dove in conflitto con la legge europea. 
Da alcuni questa è stata letta come una deviazione dalla dottrina costituzionale inglese della sovranità parlamentare, per come tradizionalmente intesa.